# Safronov (région)
Pour les articles homonymes, voir Safronov.
La région Safronov (Safronov Regio), anciennement officieusement la macule Krun, est une grande région de faible albédo (qui apparaît donc sombre) qui s'étend le long de l'équateur de Pluton. Elle est située à l'est de la région Tombaugh, le « cœur » de Pluton, à l'opposé de la région sombre nommée Belton (anciennement nommée officieusement Cthulhu).
Le nom officeux intial faisait référence à Krun. Le nom officiel fait pour sa part référence à Viktor Safronov (1917-1999), astronome russe qui a proposé l'hypothèse des planétésimaux pour expliquer la formation du système solaire à partir d'un disque de gaz et de poussière entourant le Soleil.